# Dorcaschema cinereum
Dorcaschema cinereum là một loài bọ cánh cứng trong họ Cerambycidae.